# فرانثيسكو غويا

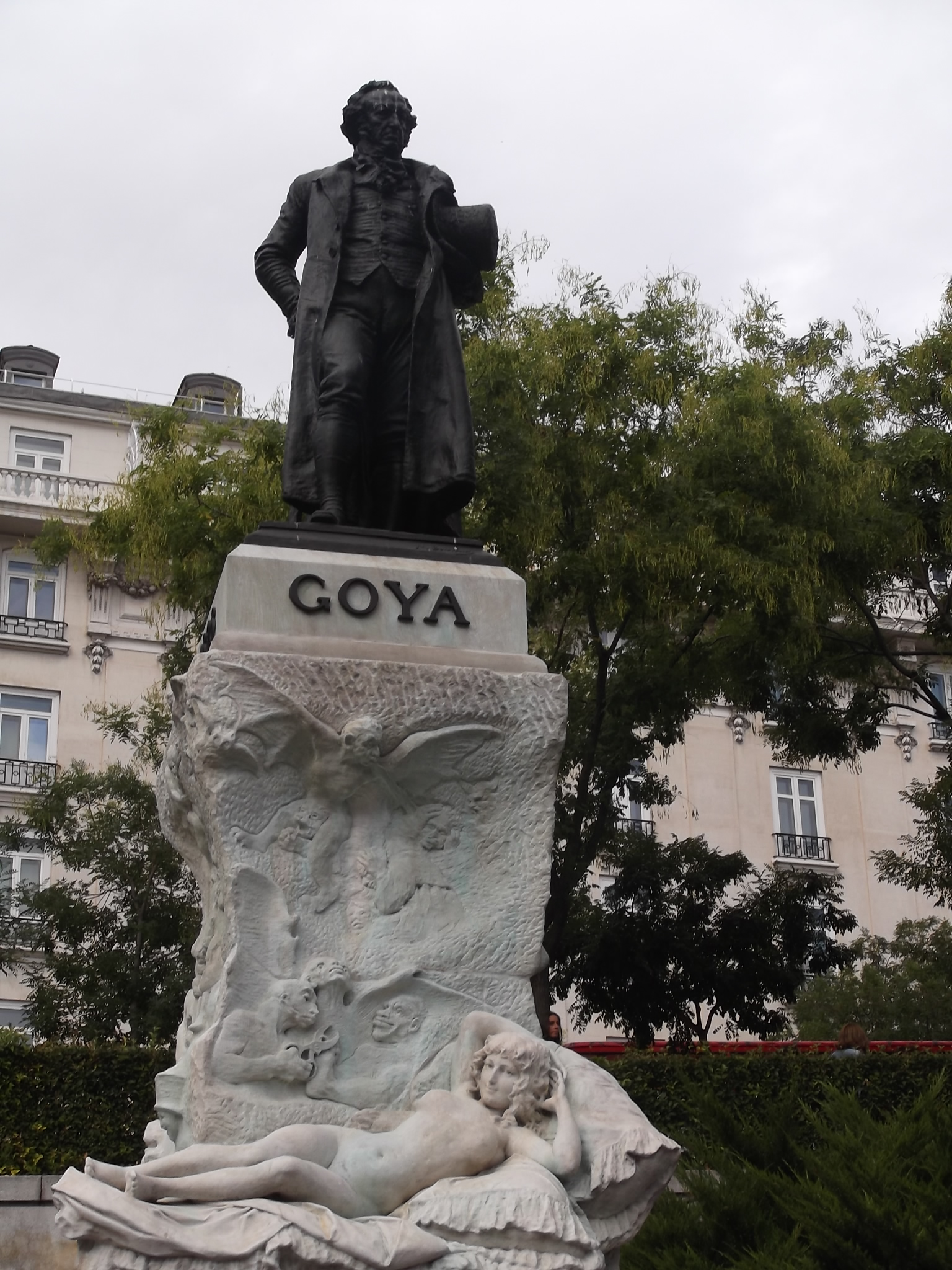
تمثال لجويا في مدريد.

فرانثيسكو دي غويا إي لوثيينتيس (بالإسبانية: Francisco de Goya y Lucientes، ولد في 30 مارس 1746، فوينديتودوس، سرقسطة، إسبانيا - توفي في 16 أبريل 1828، بوردو، فرنسا) رسام ونقاش إسباني. عكس فنه الاضطرابات السياسية والاجتماعية في أوقاته. تتضمن أعماله صور لطبقة النبلاء الإسبانية وأحداث تاريخية مثل: «الثالث من مايو 1808» (بالإسبانية: El tres de mayo de 1808).

## الفترة من 1746: 1779

### مولده
ولد فرانثيسكو غويا في قرية فوينديتودوس بإسبانيا في 30 مارس 1746. كان أبواه من الفلاحين البسطاء، فعمل معهما في الحقل هو وإخوته كسائر الفلاحين الإسبان، ومع هذا فقد ظهرت مواهبه الفنية في وقت مبكر، فكان يرسم بالفحم المتبقي من فروع الأشجار المحترقة على الحوائط والأحجار.
قامت أسرة جويا بالانتقال إلى العاصمة سرقسطة بالإسبانية:Zaragoza في العام 1749، حيث تعلم جويا في مدرسة بيوس بالإسبانية: Pius.

### دراسته
العام 1760 : يتَدرب جويا على يد رسام سرقسطة (خوسيه لوثان إي مارتينيث) في سن الرابعة عشر. وقد ذكر جويا هذا في سيرة ذاتية قصيرة قام بكتابتها من أجل فهرس متحف برادو بالإسبانية: El Prado في مدريد 1828 قائلاً: «لقد كان تلميذاً ل (دون خوسيه لوثان) في سرقسطة، والذي تعلم معه أساسيات الرسم وساعده على نسخ أفضل النقوش التي قام بتنفيذها، بَقى معه لمدة أربع سنوات وظلت رسوماته متاثرة باسلوب أستاذه حتى ذهب إلى روما.»
_يحاول جويا الالتحاق بالأكاديمية الملكية الإسبانية للمرة الأولى عام 1763، والثانية كانت بعمر العشرين في العام 1766، ولكن لم يوفق في محاولتيه، عندئذٍ شرع في رحلته إلى إيطاليا_باعتبارها مركزا لعالم الفن في ذلك الوقت_ حيث كان يرتادها الكثير من الفنانين من مختلف البلاد. مكث جويا في إيطاليا لمدة عامين قام فيهما بربح جائزة لمهارته في الرسم في مسابقة مفتوحة مقدمة من أكاديمية برما، وأتم عدة رسومات زيتية صغيرة والتي لا تزال موجوده حتى وقتنا هذا، وبعض الأعمال الأخرى.
يقوم جويا بالانتهاء من لوحته (La adoración del nombre de Dios) في الأول من يونيو العام 1772.

### زواجه
العام 1775 : تزوج جويا (جوزيفا بايو) في يوليو، وهي أخت (فرانثيسكو ورامون بايو) رساميْن قاما بتأسيس نفسهيما في إسبانيا. عاش الزوجين في سرقسطة لمدة عام، ثم طُلب جويا ليأتي إلى مدريد عن طريق رسام البلاط الملكي (مِنجس)، الذي على الرغم من مولده في مدينة (دريسدن) الألمانية إلا أنه أصبح الرسام الأول للملك. تم اختيار جويا للعمل في مصنع الأقمشة الملكي الذي يقع في سانتا باربرة، كافح جويا تحت إشراف صِهره فرانثيسكو. من الرسومات التي قام جويا برسمها للمصنع: (El Quitasol).

### بداية شهرته
على الرغم من السماح لجويا بالاحتفاظ بالرسومات الأصلية الكاذبه التي صممها للأقمشة أثناء عمله بمصنع الأقمشة الملكى، فإن مجموعة الرسومات الكرتونية_كما كان يطلق عليها_ التي تبلغ 60 رسمة كاملة، أصبحت ملكاً للملك. العديد من الرسومات الكرتونية التي قام جويا بإتمامها، لم تكتشف حتى أواخر القرن التاسع عشر، وهذة الرسومات تم حفظها بالطابق السفلي من القصر الملكي في مدريد على هيئة لفائف.
يولد طفل ثانِ لجويا وزوجته ولكنه يموت في صِغَره مثل الطفل الأول.
في العام 1778 قام رسام البلاط الملكي (مِنجس) بالسماح لجويا بأن يأتي للقصر الملكي، حيث بدأ دراسة لوحات الفنان الإسباني (فيلاثكيث). العام 1779 : يولد طفل رابع لم تُكتب له الحياة لجويا وزوجته جوزيفا.

## الفترة من 1780: 1799
العام 1780 : عُلِق العمل بمصنع الأقمشة الملكي إبّان الحرب بين إسبانيا وإنجلترا حيث أخذت معظم وقت ومال العائلة المالكة. من خلال صِهره فرانثيسكو تمكن جويا من الالتحاق بالأكاديمية الملكية بمدريد، وكانت اللوحة التي تقدم بها إلى الأكاديمية هي لوحة (الصَلْب) بالإسبانية: Crucifixión التي قام برسمها في ذات العام. قام جويا في نهاية العام بمرافقة صِهره فرانثيسكو إلى سرقسطة للقيام بمشروع مشترك بينهما، نظراً لكونهم غير قادرين على التعاون مع بعضهما البعض، شَهِدا خلافاً كبيراً في عملهما وعلاقتهما الشخصية.
العام 1781 : يعود جويا إلى مدريد بعد فض شراكته مع فرانثيسكو في مشروعهما بسرقسطة ليقوم بعدها بتولّي مهمة ملكية لنقش مذبح كنيسة (القديس سان فرانثيسكو الكبير)، وحيث أن صِهره كان واحداً من السِتة أكاديميين الذين تم تكليفهم بفن هذه الكنيسة، مكث جويا عامين ليقوم بإتمام العمل، متيقناً أن عمله يجب أن يقف صامداً ضد مشرفه السابق بمصنع الأقمشة الملكي.

### ذروة شهرته
العام 1783 : يتم تكليف جويا برسم لوحة لدوق (فلوريدابلانكا) والتي تعتبر أول مهامه ذات الشأن. فتح له نجاحه أبواباً ليحرز تقدماً احترافياً، ليصبح في نهاية المطاف الرسام الأول للملك في العام (1786).
_في الثاني من ديسمبر للعام 1784، يُرزق جويا بطفله الأول الذي تُكتب له الحياة دوناً عن باقي إخوته الذين ماتوا صغاراً. ويستمر عمل جويا كرسام أشخاص «بورتريه» في التحسن، حيث تتضخم قائمة زبائنه يوماً بعد يوم.
_العام 1785 : يأخذ جويا منصب نائب مدير الرسم في الأكاديمية الملكية، ويُعد هذا الموقف مربح جدا، حيث سمح لجويا ببدء تلقى طلبات لرسم لوحات بورتريه عصرية من الطبقات الأكثر ثراءً في إسبانيا.
_العام 1786 : يتم تعيين جويا كرسام للملك، وهذه هي أكثر المكانات المرموقة التي يمكن أن يحظى بها رسام في إسبانيا، كما جاءت له بدخل ثابت يؤمن موارده المالية، وكان جويا قد قدم طلباً للحصول على هذا المنصب في عام 1779 عندما توفي مَنجس ولكنه لم يُقبل حينها، وبرغم حصوله على ذلك المنصب، إلا أنه تم طلبه للعودة إلى مصنع الأقمشة، حيث بدأ مجدداً في خلق رسومات فريدة تبرهن ثقته التي اكتسبها وأيضاً فِكْرُه في تطوير موضوعاته.
_العام 1788 : مع موت الملك تشارلز الثالث (Charles III)، قام الملك تشارلز الرابع (Charles IV) بتولى العرش، وقام الملك الجديد وزوجته بتغيير التأثيرات الثقافية للنخبة الإسبانية تجاه الفن الإيطالي والفرنسي، مُقدمين بهذا قبولاً عصرياً للأعمال الإسبانية.

### مرضه
_العام 1792 : يعاني جويا من مرض شديد خلال زيارة كفيله (سباستيان مارتينيث). أثناء إقامته في منزل (مارتينيث)، يقوم جويا برسم سلسلة رسومات (Gabinete) على القصدير، وتم بعث هذه الرسومات إلى الأكاديمية في مدريد للفحص وليتم بيعها لمساعدة جويا في تغطية عجزه المالي أثناء مرضه.
_العام 1795 : يُصاب جويا بالصمم نتيجة مرضه، ويتم تكليلفه برسم لوحات بالحجم الطبيعي لدوق ودوقة (ألبا).
عندما مات الدوق فجأة بعدها بعام، كان جويا واحدا من الناس الذين طُلِب منهم أن يبقوا بصحبة الدوقة أثناء فترتها من الصباح، كان يتخلل وقته هناك رسومات عديدة، بعضها يُظهر الدوقة بأوضاع حميمية.
وسوف تظهر لاحقاً بشكل مختلف بعض الصور الساخرة أو المريرة في مجموعة المطبوعات (Los Caprichos).
_العام 1797 : يرسم جويا البورتريه الثاني لدوقة (ألبا). وتشير الصورة إلى شكلٍ من أشكال العلاقة الحميمة، حيث تُظهر الصورة الأرملة المتشحة بالسواد تشير إلى الرمال حيث كُتِب “Solo Goya”_جويا فقط بالعربية_ (لم يتم تسليم الصورة قط_إذ كانت في الواقع تكليفاً ليبدأ به_ وما زالت جزءاً من مجموعة جويا الشخصية، عندما توفي جويا قام ابنه "Javier" بورث الرسمة، والذي ذُكر أيضا في وصية الدوقة: أن يأخذ نصيباً صغيراً من دخل عقاراتها الخاصة).
يبدأ جويا العمل على ثمانين صورة والتي تشمل (Los Caprichos)، كانت أيضاً هذه هي الفترة التي بدأ جويا فيها رسومات تتناول ممارسات السحر في إسبانيا (تعتبر عادة في الدراسات التحليلية إسقاطاً على محاكم التفتيش ثم التعامل مع قوى السلطة القاتلة في إسبانيا).
_العام 1799 : في خلال خمسة عشر يوماً من إطلاق مجموعته (Los Caprichos)، تم سحبها من البيع للعامة، وكان فقط أمر رسمي من ملك إسبانيا يحمي جويا من أن يتم استدعاؤه من قِبَل محاكم التفتيش.

## الفترة من 1800: 1828

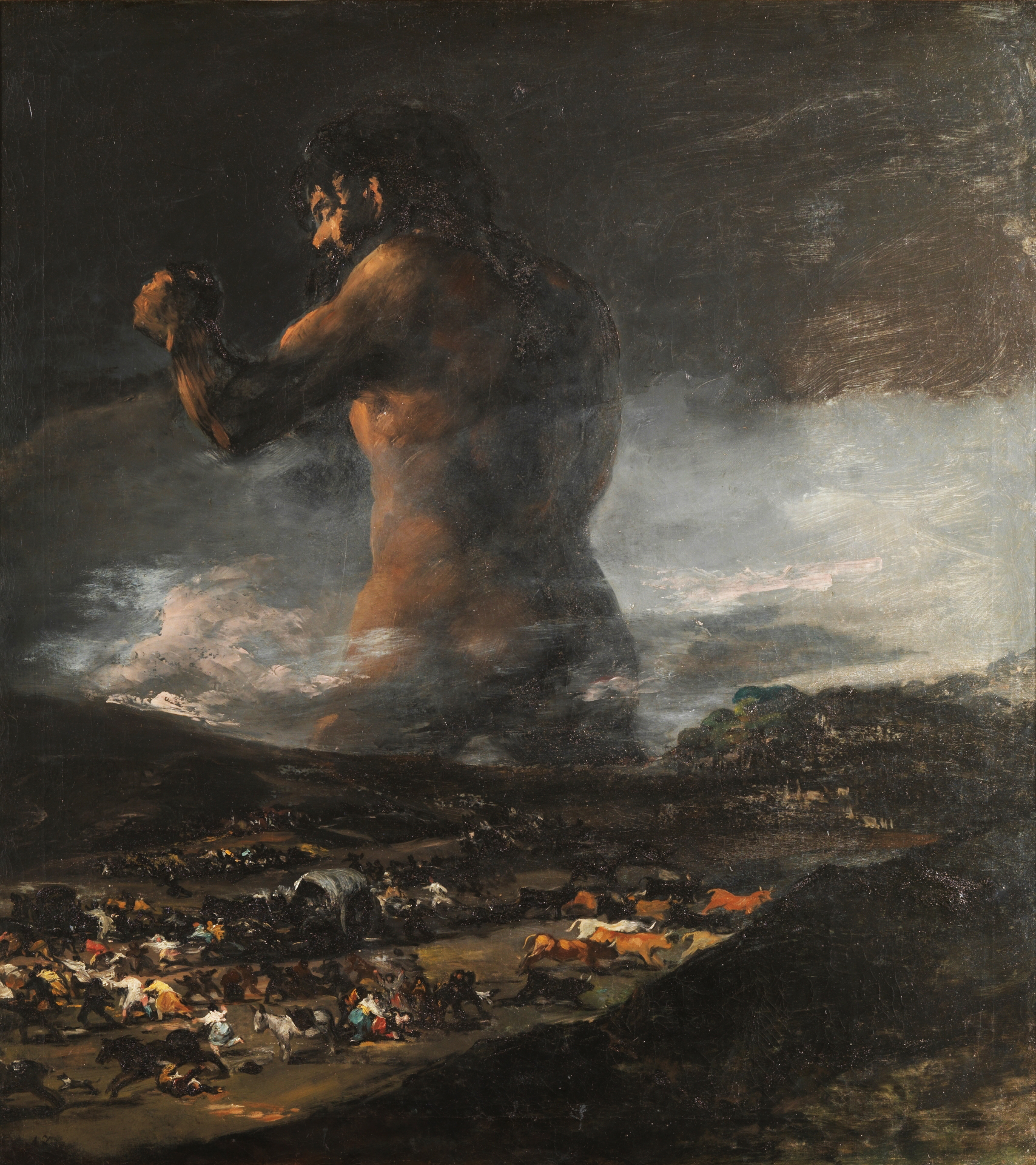
العملاق (لوحة) بريشة فرانسيسكو غويا 1808-1812

- العام 1800 : ينشغل جويا برسم لوحات بورتريه للعائلة الملكية، عائلة الملك تشارلز الرابع (Charles IV). وأيضاً في هذا الوقت أتم رسمتيه المشهورتان (Maja Desnuda) و (Maja Vestida).
بعدها بعامين، تتوفى دوقة (Alba) في الثالث والعشرين من يونيو في سن ال40. ويقوم جويا بتصميم خطط غير واضحة لنَصب الجنازة. وفي العام التالي، يتوفى صديق عمر ورفيق جويا (Martin Zapater).
- العام 1808 : يتخلى الملك تشارلز الرابع عن العرش، تاركاً إياه لإبنه (Ferdinand VII).
_تندلع حرب أهليه تؤدي إلى اتخاذ إجراءات في إسبانيا من قِبَل القوات الفرنسية المحتلة. هذه الأحداث سوف تصبح مواضيع لعدة أعمال لاحقاً لجويا مثل لوحات: (الثاني من مايو) و (الثالث من مايو).
يتم اغتصاب عرش إسبانيا بواسطة (جوزيف بونابارت)، شقيق (نابليون بونابرت)، مُدعماً بقوة عسكرية فرنسية ضخمة.
- العام 1809 : يتم أمر جويا وبعض الرسامين الأسبان الآخرين، باختيار 50 لوحة لمتحف (نابليون) في باريس. وبالعام التالي، يبدأ جويا العمل على مجموعته (فظائع الحرب) بالإسبانية: Desastres de la Guerra.
- العام 1812 : تتوفى زوجة جويا (جوزيفا بايو)، تاركه إياه وابنهم (Javier) ومجموعتها الصغيرة من الرسومات (الفهرس المكتوب لمتعلقاتها سوف يصبح لاحقاً الأساس للعديد من الرؤى في حياة جويا الشخصية، ولأجل إنشاء ملخص لأعمال جويا).
_هُزمت القوات الفرنسية من قِبَل الجنرال البريطاني (ويلينجتون) يقود ائتلاف القوى المناهضة لقوات بونابرت، وبعد ذلك بوقت قصير يجلس الجنرال لدى جويا، الذي قام برسم بورتريه رسمي للقيادة من جميع الجهات، إسبانيا وفرنسا وبريطانيا.
- العام 1814 : يعود الملك (Ferdinand VII) للعرش الإسباني، وجويا وبعض الجمهوريين الليبراليين الإسبان، في خطر في السجن، حيث جددت محاكم التفتيش ممارساتها.
في العام التالي، تتسبب رسمتي جويا (Maja Desnuda y Vestida) أن يتم إحضاره من قِبَل محاكم التفتيش.
- العام 1819 : يشتري جويا المنزل الذي سيصبح لاحقا (Quinta del Sordo) والتي تعني «منزل الرجل الأصم». وبدأ رسم مجموعته الشهيرة اللوحات السوداء بالإسبانية: Las Pinturas Negras على حوائط المنزل. أثناء الشتاء يصبح جويا يعاني من المرض الشديد.

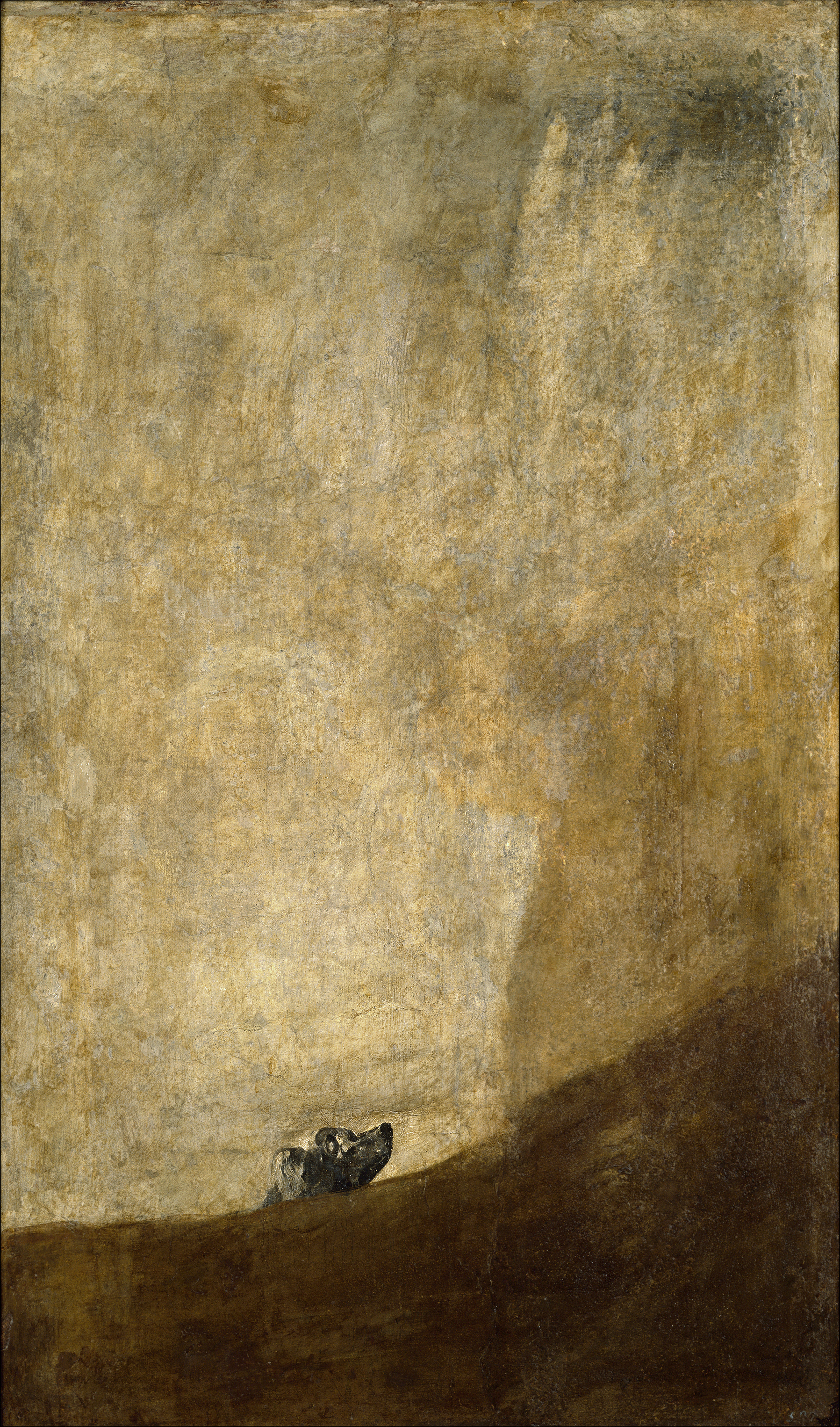
الكَلْبُ بريشة فرانسيسكو غويا، إحدى لوحات غويا السوداء، والتي رسمها مباشرة على جدران منزله في وقت ما بين 1819 و1823 عندما كان في منتصف السبعينيات من عمره. متحف ديل برادو ، مدريد.

### هجرته إلى فرنسا
_العام 1823 : لا يزال جويا تحت تهديد محاكم التفتيش والفصائل السياسية ذات النفوذ تحت الملك (Ferdinand)، فيقوم بتوقيع منزله باسم حفيده (ماريانو)، ثم يقدم طلباً للملك حتى يغادر إسبانيا إلى فرنسا، واصفاً ان ظروفه الصحية تتطلب الحمامات الطبية في (بوردو).
بعد دخوله فرنسا، واستقراره في باريس، بالعام التالي تأتي (ليوكاديا) من إسبانيا مع أبنائها، لتمكث مع جويا كمدبرة منزل. واستقروا معاً في (بوردو).
_العام 1825 : يعمل جويا على سلسلة مطبوعات حجرية عن مصارعة الثيران، ورسم أربعين مُنَمْنَمة (لوحات صغيرة الحجم) على العاج. ثم في 1826، يعود جويا إلى إسبانيا مؤقتاً ليطلب إجازة لأجل غير مسمى، أعتمد الملك ذلك وأيضاً منحهُ مكافأة تقاعد، أيضاً طلب الملك أن يتم رسم لوحة بورتريه رسمية لجويا بواسطة (Vincente Lopez).
_وفي 1827، يرسم جويا القتاة التي تَحلُب اللبن في (بوردو)، ولوحات بورتريه عديدة أخرى، ويبدأ اختبار الطباعة الحجرية. (كان يشكو في خطاباته ضعف بصره ونقص معدات الرسم).

### وفاته
_العام 1828 : تتدهور صحة جويا، وفي الثاني من أبريل يصبح جانبه الأيمن مشلولاً تماما نتيجة إصابته بسكتة دماغية. بقي جويا في حالة ثُبات لمدة أسبوعين، لا يستجيب ويقترب ببطء من حافة الموت. مات جويا أخيراً في الساعة الثانية صباح السادس عشر من شهر أبريل، وكانت جنازة جويا في اليوم التالي «17 أبريل»، أقيم قداس خاص على شرفه في كاتدرائية (نوتردام) القريبة من منزله.
تُدفن جثته في مقبرة (Chartreuse) في (بوردو)، كان موضع قبر جويا بجانب حما ابنه (Martin Miguel de Goicoechea).
_العام 1901 : يتم إخراج بقايا جويا بُناءً على طلب الحكومة الإسبانية، وليتم نقله إلى مقبرة أسفل كنيسة (San Antonio de la Florida) في مدريد. عندما تم إخراج جسده من قبره بفرنسا، وجدوا أن جمجمته مفقودة، ولم يتم تحديد موقعها منذ ذلك الحين.

## معرض صور

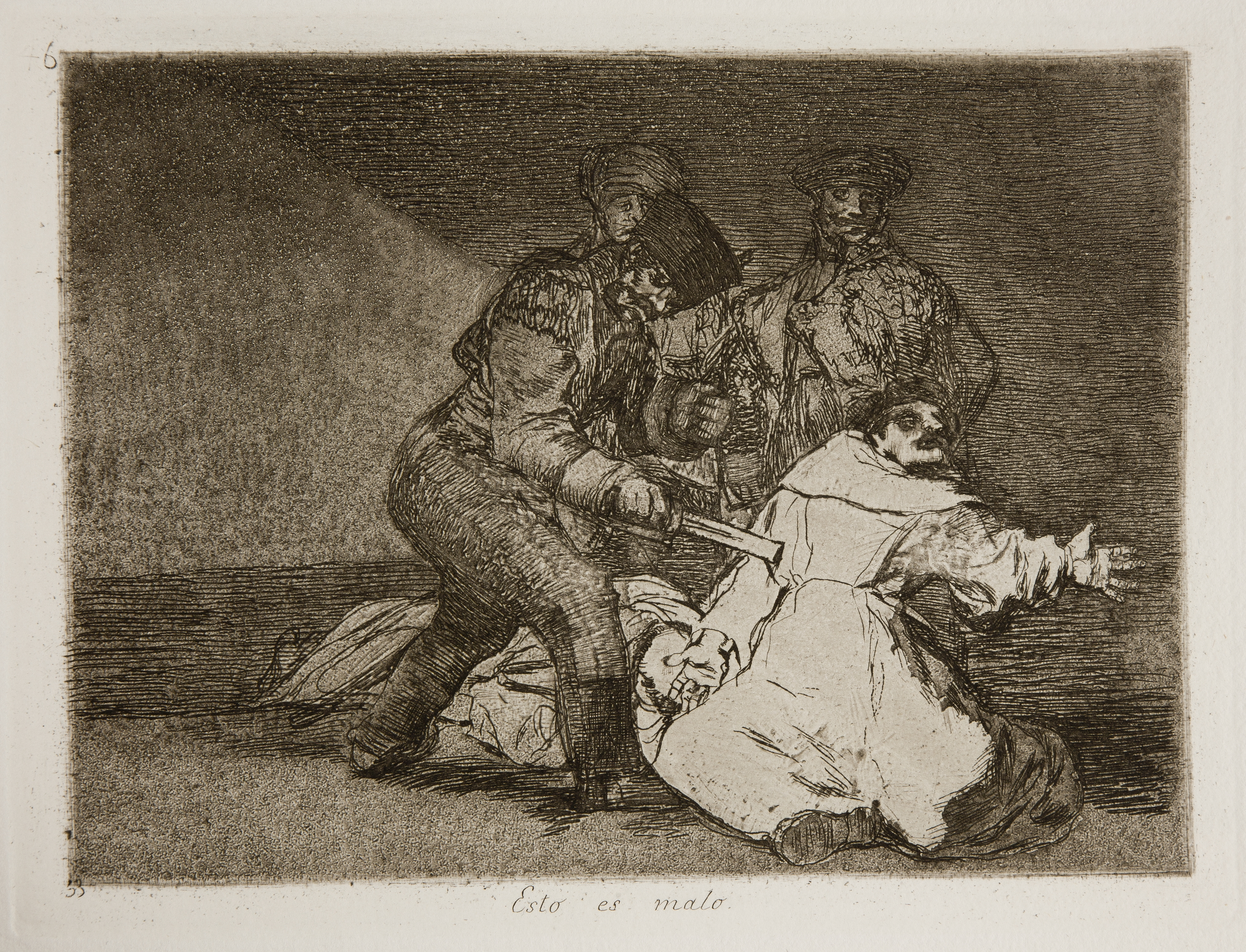
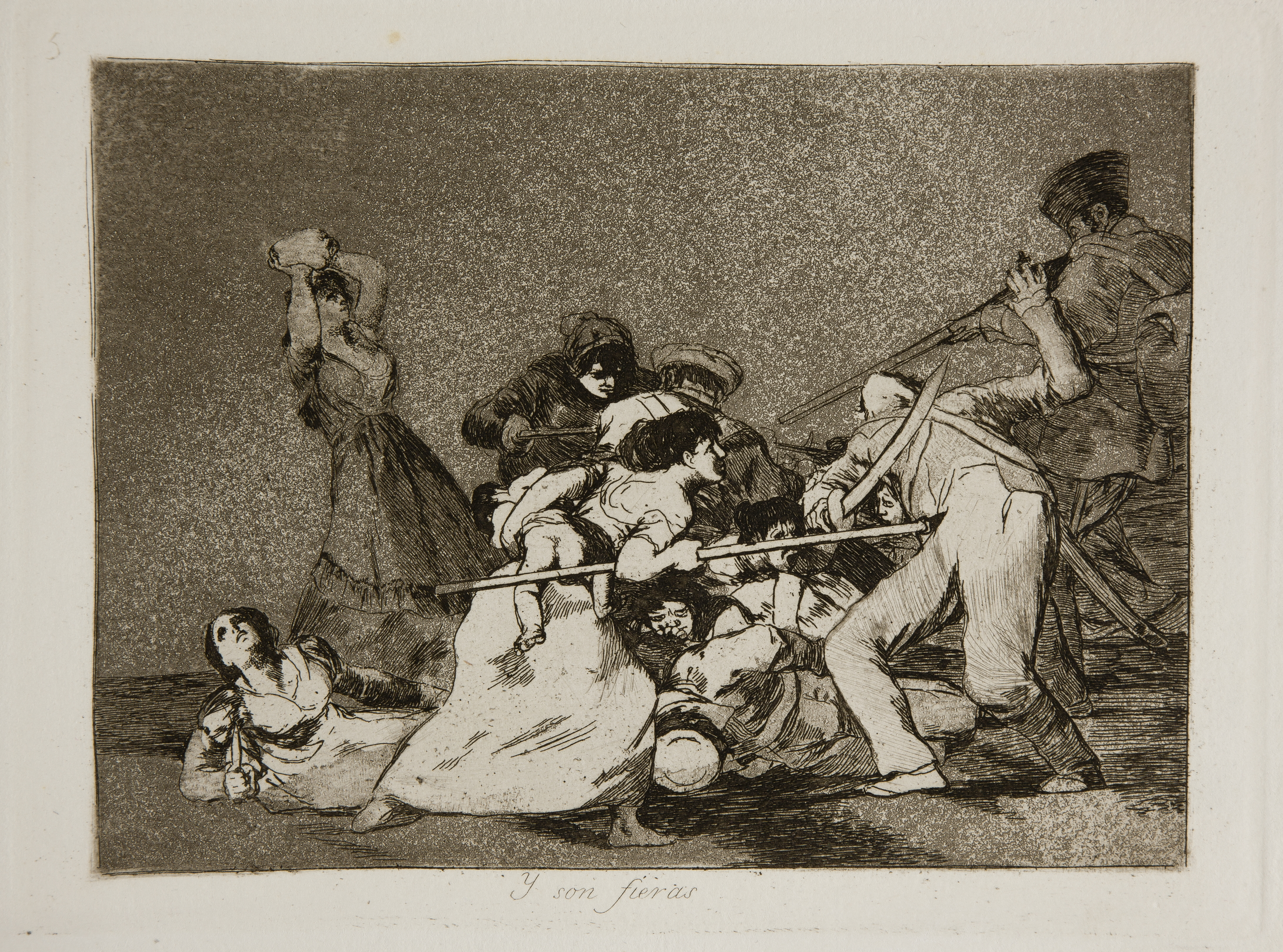
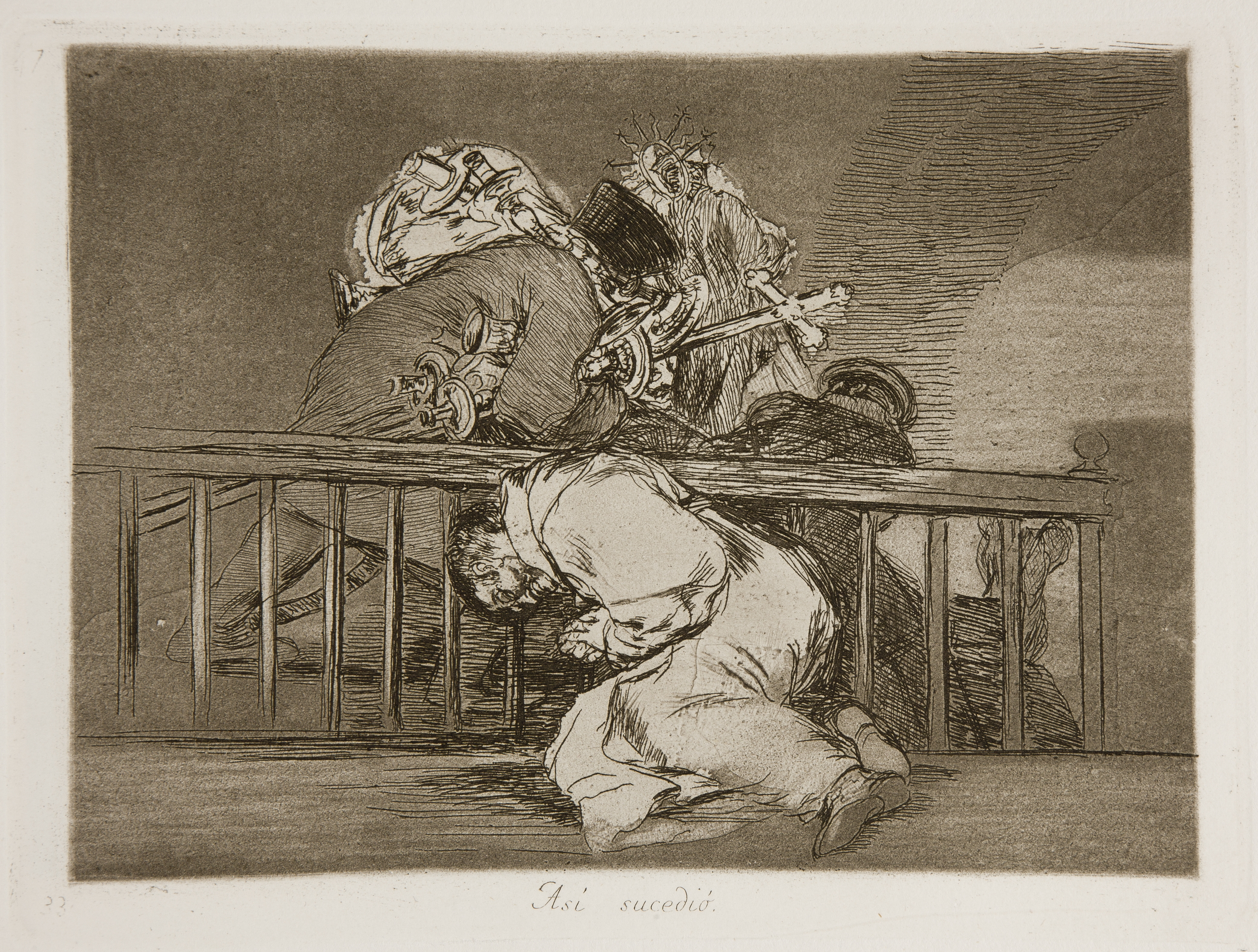
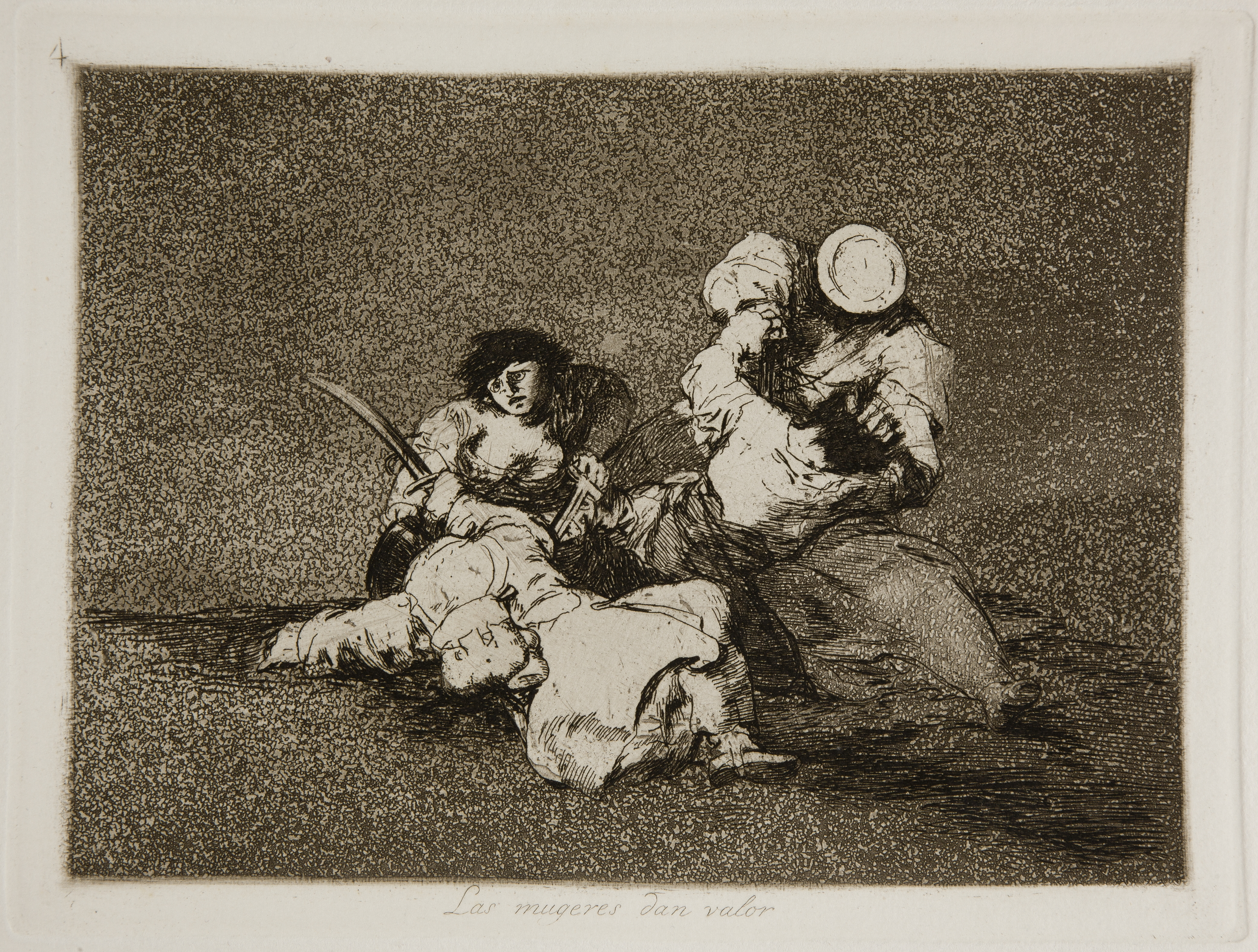

## وصلات خارجية
- فرانثيسكو غويا على موقع الموسوعة البريطانية (الإنجليزية)
- فرانثيسكو غويا على موقع الموسوعة البريطانية (الإنجليزية)
- فرانثيسكو غويا على موقع ميوزك برينز (الإنجليزية)
- فرانثيسكو غويا على موقع إن إن دي بي (الإنجليزية)
- فرانثيسكو غويا على موقع ديسكوغز (الإنجليزية)
- (بالإسبانية) فرانثيسكو غويا
- (بالإنجليزية) أعمال فرانثيسكو غويا الفنية